# Município de Edneyville (condado de Henderson, Carolina do Norte)
O município de Edneyville (em inglês: Edneyville Township) é um localização localizado no  condado de Henderson no estado estadounidense da Carolina do Norte. No ano 2010 tinha uma população de 4.734 habitantes.

## Geografia
O município de Edneyville encontra-se localizado nas coordenadas 35° 24′ 52,42″ N, 82° 19′ 25,42″ O.